# Gromadka (gmina)
Gromadka – gmina wiejska w województwie dolnośląskim, w powiecie bolesławieckim.
W obecnym kształcie została utworzona 1 stycznia 1973 r. z połączenia trzech ówczesnych gromad, to jest: Gromadka, Różyniec i Wierzbowa. Uprzednio istniała też – choć w nieco innym zakresie – w latach 1945–1954. W latach 1975–1998 gmina położona była w województwie legnickim.
Siedziba gminy to Gromadka.
Według danych z 31 grudnia 2015 gminę zamieszkiwało 5438 osób. Natomiast według danych z 31 grudnia 2021 gminę zamieszkiwały 5254 osoby. Według danych GUS z 30 czerwca 2023 gminę zamieszkiwały 5034 osoby.
Na terenie gminy funkcjonuje lądowisko Krzywa, na terenie byłego lotniska.

## Struktura powierzchni
Według danych z roku 2023 gmina Gromadka ma obszar 267,76 km², w tym:
- użytki rolne: 20%
- użytki leśne: 68% (Bory Dolnośląskie)

Gmina stanowi 20,51% powierzchni powiatu.

## Demografia

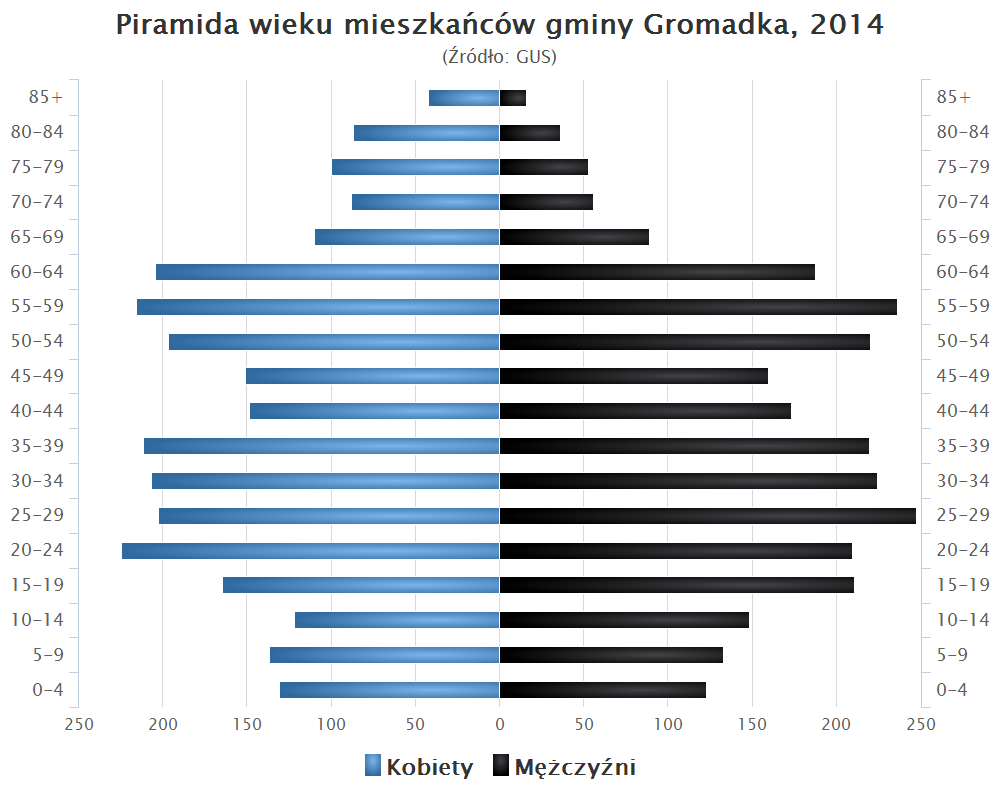
Piramida wieku mieszkańców gminy Gromadka w 2014 roku

Dane z 30 czerwca 2004:
| Opis                              | Ogółem | Ogółem | Kobiety | Kobiety | Mężczyźni | Mężczyźni |
| --------------------------------- | ------ | ------ | ------- | ------- | --------- | --------- |
| jednostka                         | osób   | %      | osób    | %       | osób      | %         |
| populacja                         | 5613   | 100    | 2799    | 49,9    | 2814      | 50,1      |
| gęstość zaludnienia (mieszk./km²) | 21     | 21     | 10,5    | 10,5    | 10,5      | 10,5      |

## Transport
Przez skrawek gminy przebiega autostrada A18 (dawniej A12), na której zlokalizowano węzeł Krzyżowa z autostradą A4, oddaną do eksploatacji w 2009 r.
Ponadto przez teren gminy, przez miejscowości Modła i Wierzbowa (przystanek Wierzbowa Śląska), przebiega linia kolejowa nr 275 Wrocław-Guben, dawna magistrala Wrocław-Legnica-Berlin (dziś miejscami zredukowana do linii jednotorowej).

## Sołectwa
Borówki, Gromadka, Krzyżowa, Modła, Motyle, Nowa Kuźnia, Osła, Pasternik, Patoka, Różyniec, Wierzbowa.

## Ochrona przyrody
Na obszarze gminy znajdują się następujące rezerwaty przyrody:
- rezerwat przyrody Buczyna Piotrowicka – chroni lasy grądowe, łęgowe i olsowe z bogatą, unikalną florą;
- rezerwat przyrody Torfowisko Borówki – chroni rzadkie torfowisko przejściowe i bór bagienny z chronionymi gatunkami.

## Zabytki
Niewątpliwie najważniejszym zabytkiem jest Wał Śląski koło Wierzbowej, wchodzący w zakres średniowiecznych fortyfikacji graniczno-obronnych opisywanych jako Wały Śląskie.
Ponadto około 2,5 km na północ od Wierzbowej, w pobliżu północnego ciągu Wału, znajduje się niewielkie, śródleśne wzgórze zwane Górą Polaków.
Istotnym zabytkiem sakralnym jest Kościół w Wierzbowej, z unikatowym w tych okolicach ołtarzem – pochodzącym z województwa tarnopolskiego, przywiezionym przez Polaków wypędzonych z Kresów Wschodnich, którzy osiedlili się w Gromadzie Wierzbowa.
Warte wymienienia są także kościły w Osłej, Modle i Gromadce, których wartość historyczna jest jednak mniejsza niż kościoła w Wierzbowej (1856 r.).

## Sąsiednie gminy
Bolesławiec, Chocianów, Chojnów, Przemków, Szprotawa, Warta Bolesławiecka